# Toxomerus tubularius
Toxomerus tubularius är en tvåvingeart som först beskrevs av Hull 1942.  Toxomerus tubularius ingår i släktet Toxomerus och familjen blomflugor.
Artens utbredningsområde är Ecuador. Inga underarter finns listade i Catalogue of Life.